# Thomas Bruchhäuser

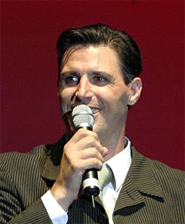
Thomas Bruchhäuser

Thomas Bruchhäuser (* 1964) ist ein deutscher Comedian, Comedy-Akrobat, Clown und Regisseur.

## Leben

### Jugend und Ausbildung
Thomas Bruchhäuser stammt aus einer Künstlerfamilie (Vater Karl Bruchhäuser:  Maler, Mutter Ute Rohde/Bruchhäuser: Seidenmalerin, Bruder Mario Bruchhäuser: Raumgestalter, Bruder Andreas Bruchhäuser:  Kunstmaler, Bruder Karl Bruchhäuser: Schauspieler). Aufgewachsen im Westerwald absolvierte er seine Ausbildung an der Clownschule Dimitri in der Schweiz.

### Künstlerische Stationen
1987 bis 1988 war Thomas Bruchhäuser als Hauptdarsteller bei einer internationalen Clownshow  von André Heller engagiert. Mit Georg Leiste gründete er 1988 das Comedy-Duo „Tébé & Leiste“.

### Regiearbeiten und Inszenierungen
Seit 1992 inszeniert Thomas Bruchhäuser Varieté-, Messe- und Eventshows.  1996 gründete er die Kreativ- und Eventagentur movendi eventproductions concepts artists GmbH gemeinsam mit Peter Lomme. Er ist Autor und Regisseur zahlreicher Sketchtheater- und Motivationsshows für verschiedene Industriekunden. 
Im Jahr 2000 verwirklichte er seine  Idee zur Höhner Rockin’ Roncalli-Show mit der Kölner Band „Die Höhner“ und Artisten des Circus Roncalli, die als jährlich wiederkehrende und von Thomas Bruchhäuser inszenierte Veranstaltung inzwischen  Kultstatus besitzt. Seit 2003 besteht eine enge Zusammenarbeit mit dem  Circus Roncalli: An der Seite des Zirkusdirektors und Gründers Bernhard Paul übernimmt Bruchhäuser regelmäßig die Rolle des Künstlerischen Leiters für die Reihe „Circus meets Classic“ mit Weltstars aus unterschiedlichen Genres im Konzerthaus Dortmund bzw. in Zusammenarbeit mit den Münchner Symphonikern in der Philharmonie München.
Seit 2003 ist er künstlerischer Berater für die ARD-Show „Stars in der Manege“. Thomas Bruchhäuser ist Regisseur im Apollo-Varieté in Düsseldorf und  weiterer Roncalli-Produktionen, u. a. der „Kelly Roncalli Show“, „Sterne des Varietés“, dem Dinnershow-Klassiker „Panem et Circenses“.  Im Jahre 2005 übernahm er die Inszenierung der Auftaktveranstaltung des Roncalli-Jubiläumsjahres  in der KölnArena. Seit 2006 inszeniert er zwei von vier Produktionen der  Dinnershow „Roncalli & Witzigmanns Bajazzo“, die jedes Jahr mit wechselnden Shows in Hamburg, Köln, Frankfurt und München gastieren. Mehrmals war er Regisseur des Oldenburger Weihnachtszirkus, an dem internationale Artisten teilnehmen. 2008 führte er Regie bei der 35-Jahre-Jubiläums-Show der Höhner in der Lanxess-Arena in Köln.

## Auszeichnungen
- 2007 Schweizer Falkenpreis

## Showprogramm
- Tébé & Leiste
- Themenshows
- Produktpräsentation, Messeshow
- Moderation